# Ochthera setigera
Ochthera setigera är en tvåvingeart som beskrevs av Leander Czerny 1909. Ochthera setigera ingår i släktet Ochthera och familjen vattenflugor.
Artens utbredningsområde är Spanien. Inga underarter finns listade i Catalogue of Life.